# مكتبة متجولة

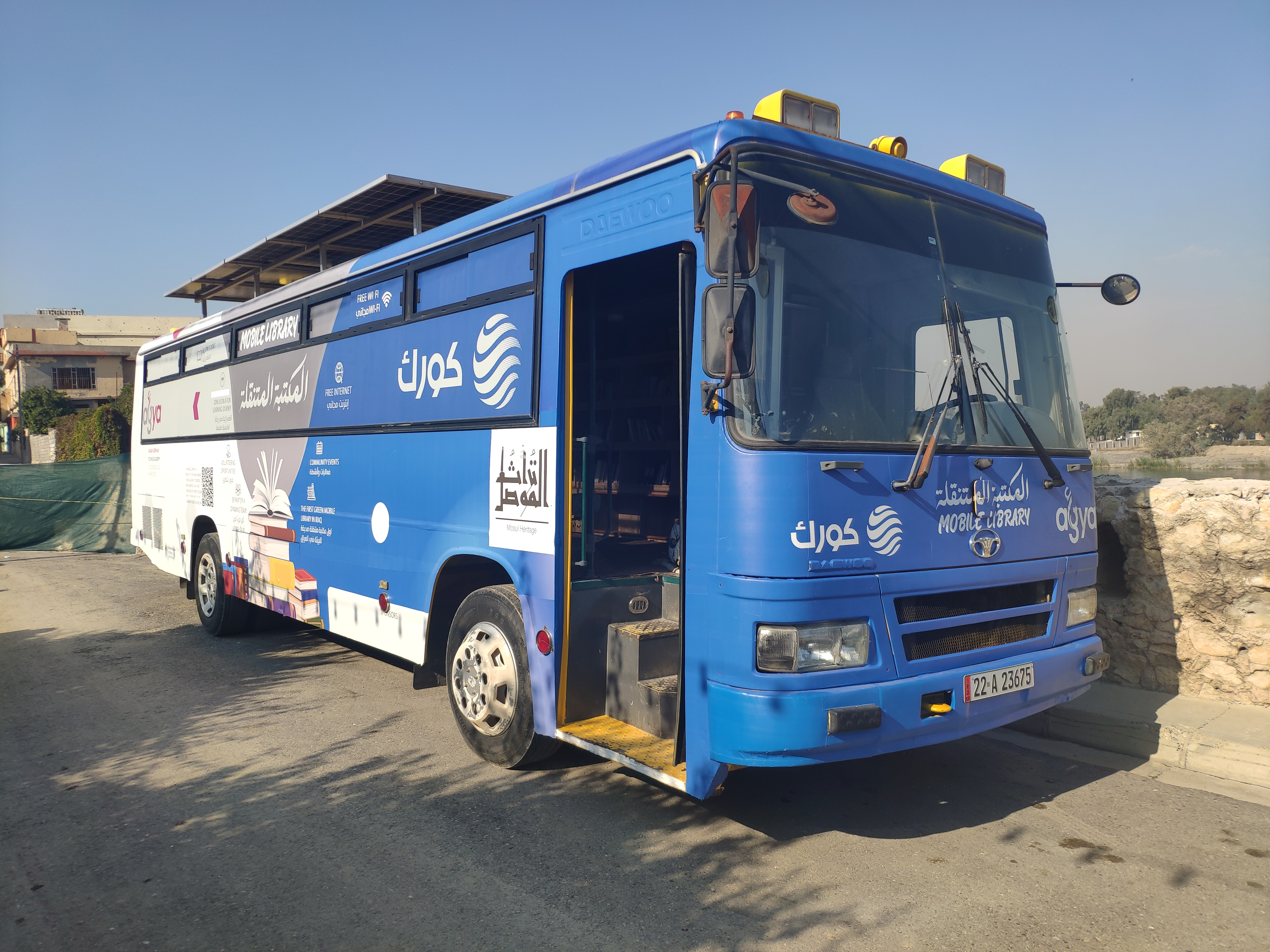
مكتبة متنقلة في الموصل.

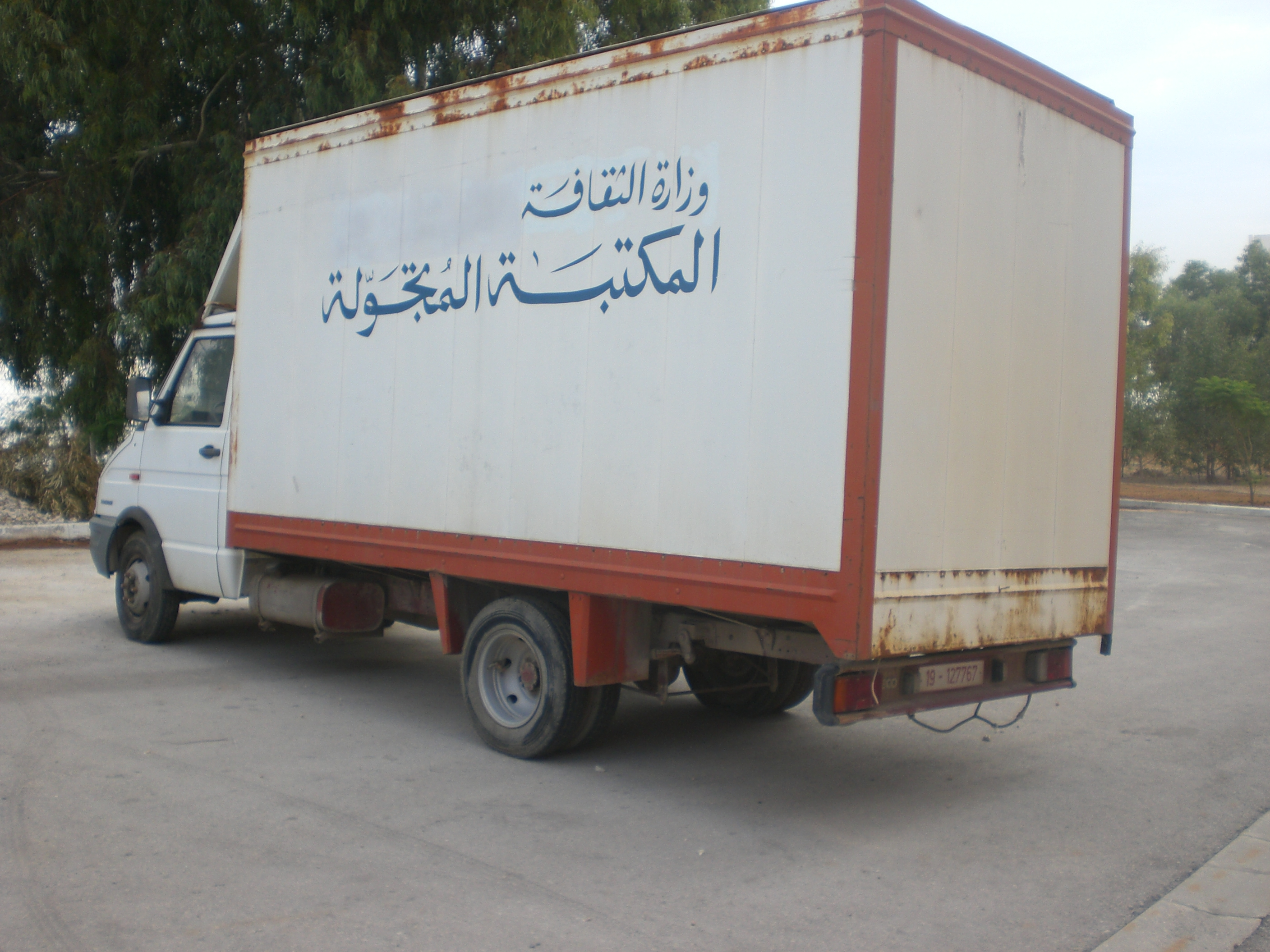
سيارة المكتبة المتجولة-تونس

المكتبة المتجولة أو المتنقلة أو السيَّارة هي أحد أصناف المكتبات حيث يكون رصيدها من الكتب على سيارة أعدت للغرض. وتقوم بجولة في المناطق النائية في أوقات منتظمة لتتصل بالمستفيدين على عين المكان، وقد تشمل جولاتها بعض المدارس النائية حيث يكون جمهورها من التلاميذ. ومثل هذا النوع من المكتبات يوجد في عدد من البلدان ومن بينها:
- تونس حيث توجد طبقا لآخر الإحصائيات 43 مكتبة متجولة تعمل في مختلف مناطق البلاد.
- الجزائر حيث تتبع المكتبات المتجولة المكتبة الوطنية، ويبلغ رصيدها طبقا لإحصائيات عام 2003 : 31022 كتابا.
- مصر حيث بلغ رصيد المكتبات المتجولة عام 2004 " 531107 كتابا باللغة العربية و 62180 كتابا باللغات الأخرى.

## تاريخ المكتبة المتنقلة
بدأت المكتبات المتنقلة على شكل وسائل بسيطة لحمل الكتب إلى المناطق النائية في بريطانيا وأمريكا وكانت بدايتها على هيئة عربات تجرها الخيول وقوارب صغيرة وبحلول عام 1912 ظهرت أول مكتبة متنقلة تسير بقوة محرك ولقد بدأت فرنسا تجربة المكتبة المتنقلة سنة 1919 وطورت حيث تعتبر من الدول التي تمتلك مئات الناقلات التي تحمل آلاف الكتب إلى المناطق المحرومة من النشاط الثقافي.

## مواصفات المكتبة المتنقل
يجب أن تكون المكتبة المتنقلة كبيرة تتسع لحوالي خمسة آلاف مجلد وتتسع لإمكانية حركية الراود لاختيار ما يريدوا منها ويجب أن تكون الإضاءة كافية وأن تتوفر وسائل التهوية والأجهزة المضادة للحريق والمواد التي تحفظ المطبوعات من التلف وأن تكون نوافذها تسمح بدخول الضوء وإمكانية فتحها دون نفاذ مياه الأمطار والأتربة إلى داخل العربة.

## مقتنيات المكتبة المتنقلة
1. تلبية الميول والرغبات والموازنة بين الرغبات وبين التوجيه غير المباشر نحو الهدف.
2.الاهتمام بالكتب ومصادر المعلومات الحديثة والمتنوعة في موضوعاتها.
3.تغيير المقتنيات من حين إلى آخر ما أمكن.
4. وجود الكتب والدوريات والمطبوعات والمواد السمعية والبصرية التي تفيد جميع المستفيدين وتمثل كل فروع المعرفة وبشكل فيه قدر من التوازن وأن تشتمل على كتب كافية ومناسبة للأطفال.

## أمين المكتبة المتنقلة
يجب على أمين المكتبة المتنقلة أن يكون مؤهلا في علم المكتبات ومدرب في مجال المهنة المكتبية وأن يكون واسع الثقافة وأن يكون لديه رغبة صادقة في عمله وأن يقوم بالإشراف على وضع مقتنيات المكتبة في السيارة والمحافظة عليها ويقوم بترتيبها في رفوف السيارة وأن يقوم باختيار مقتنيات المكتبة حسب ميول المستفيدين وإرشادهم إلى المصادر التي تناسب ميولهم.
و يقوم أمين المكتبة المتنقلة أيضا بإعداد جدول لخط سير المكتبة وإعداد تقارير يومية وشهرية عن نشاط المكتبة ومقترحات المستفيدين لتطوير الخدمة المكتبية والقيام بإعداد قوائم بمقتنيات المكتبة وتنشيط القراءة إلى جانب إعارة الكتب ومتابعة المتأخرى ن في إرجاعها.

## معرض صور

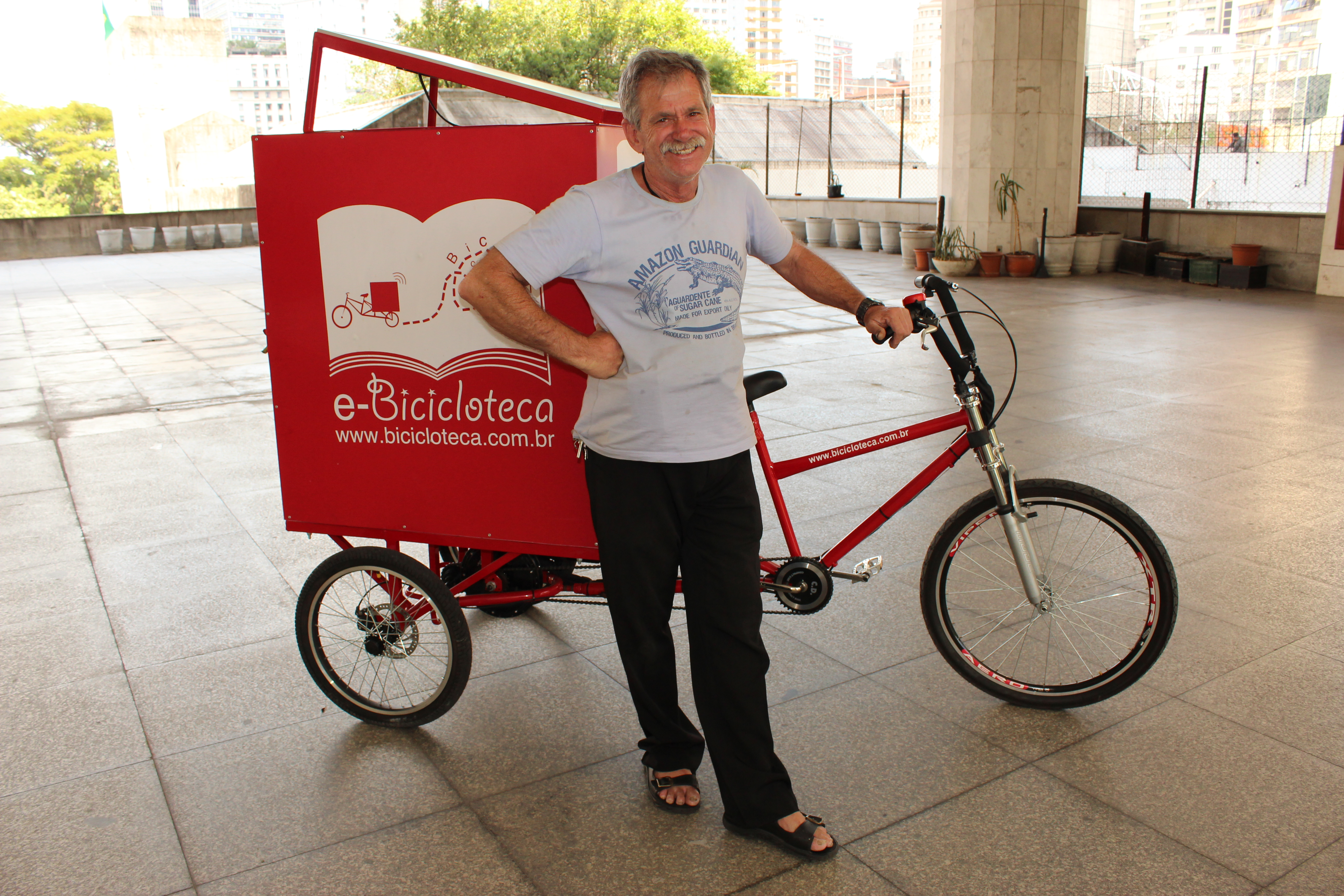
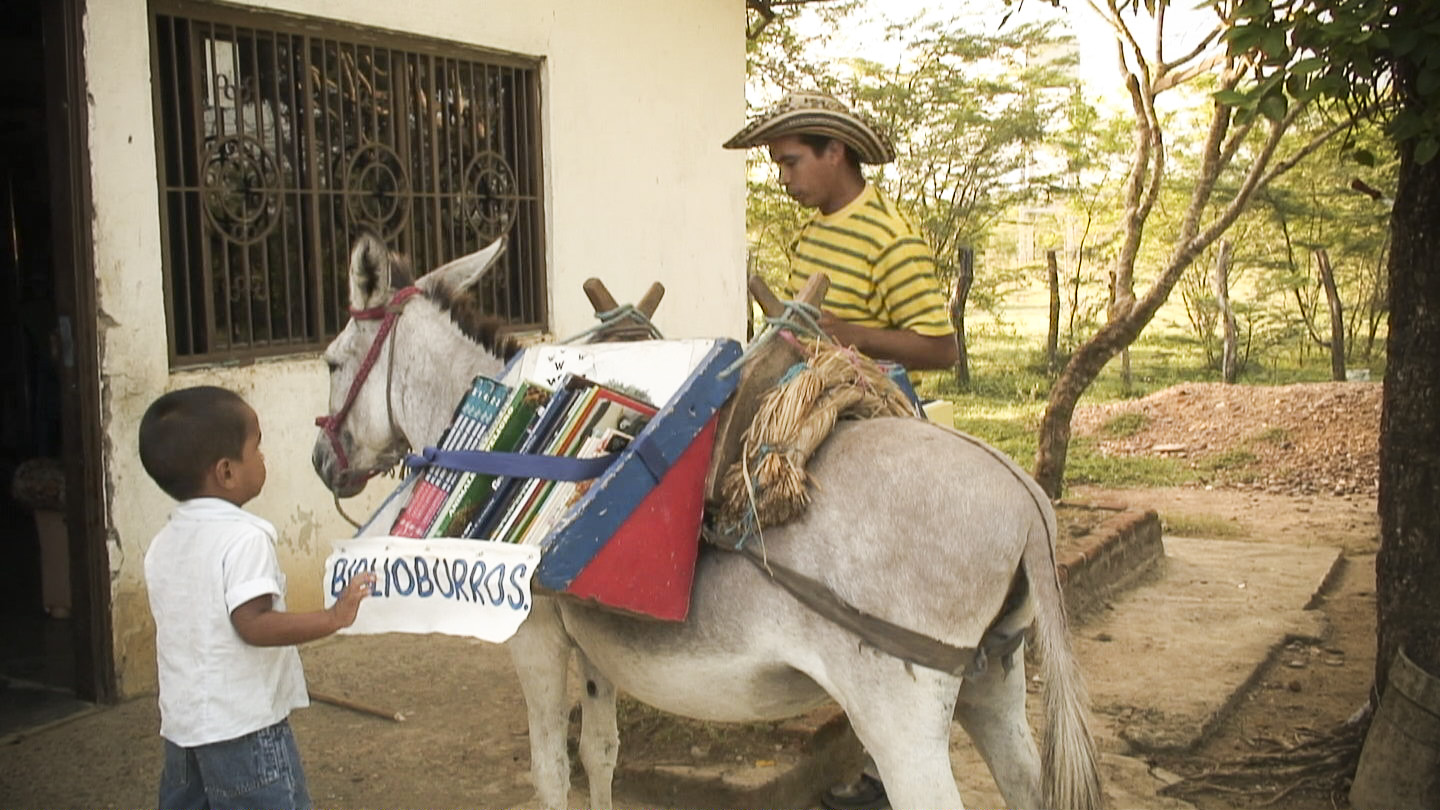
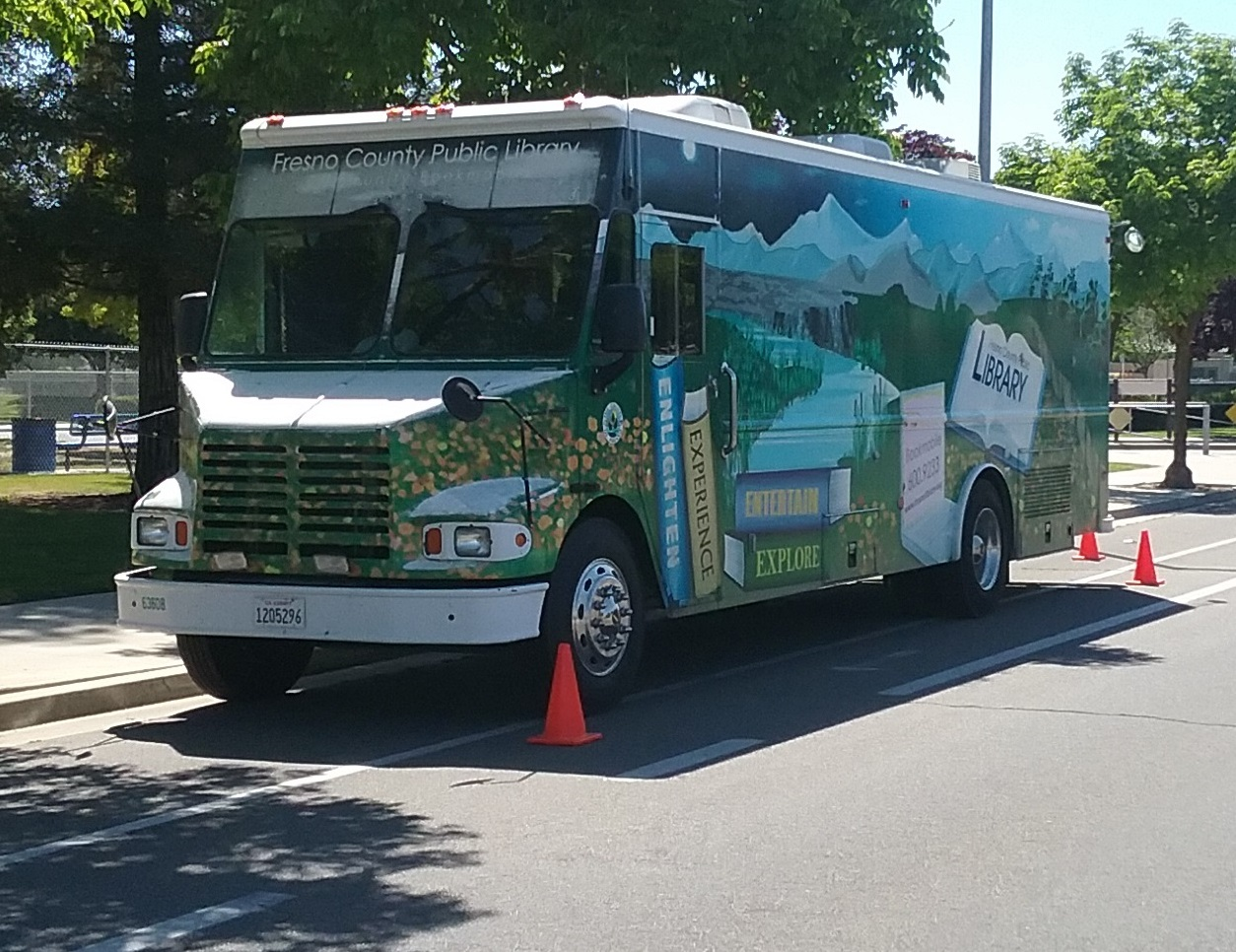
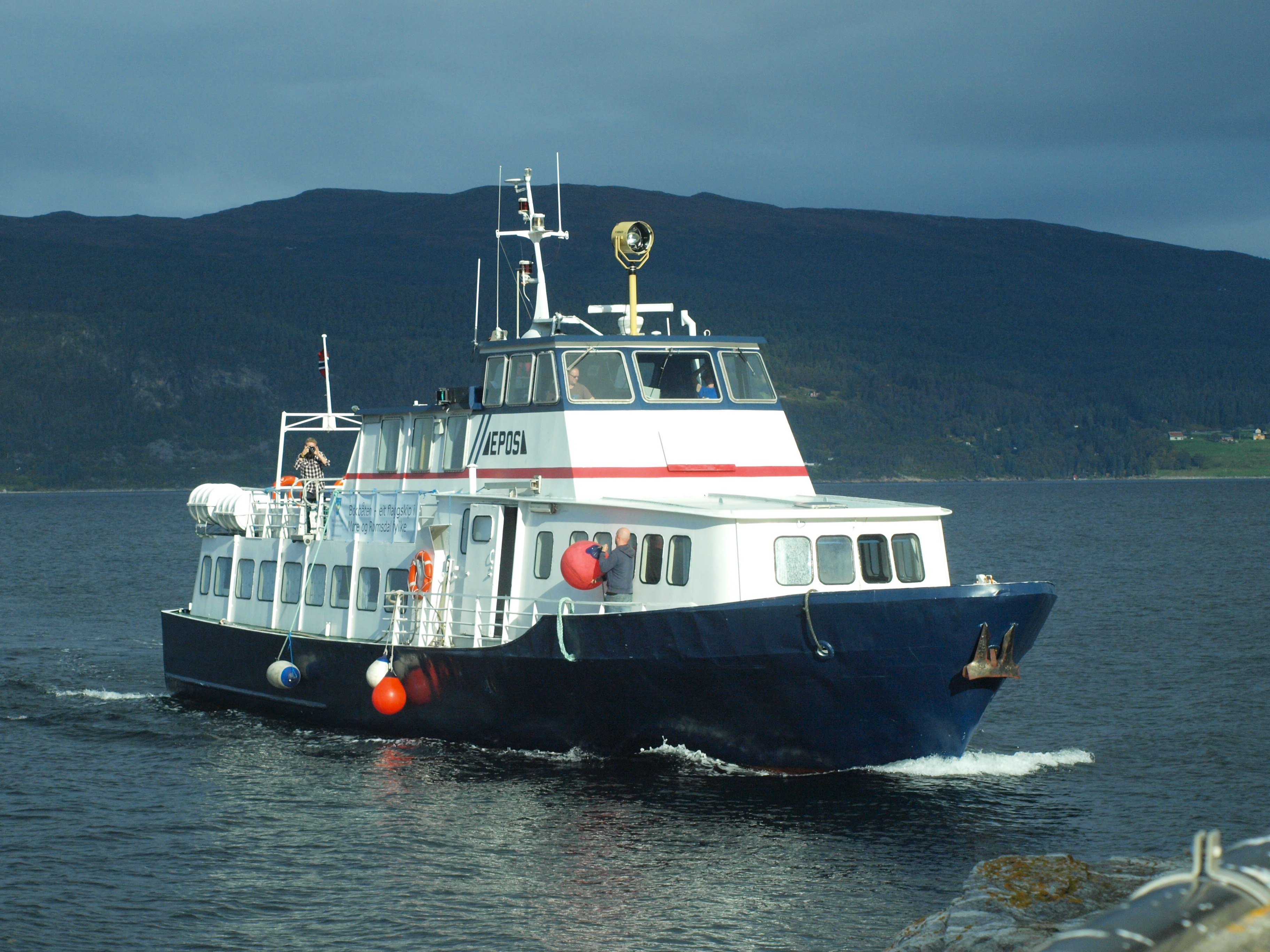
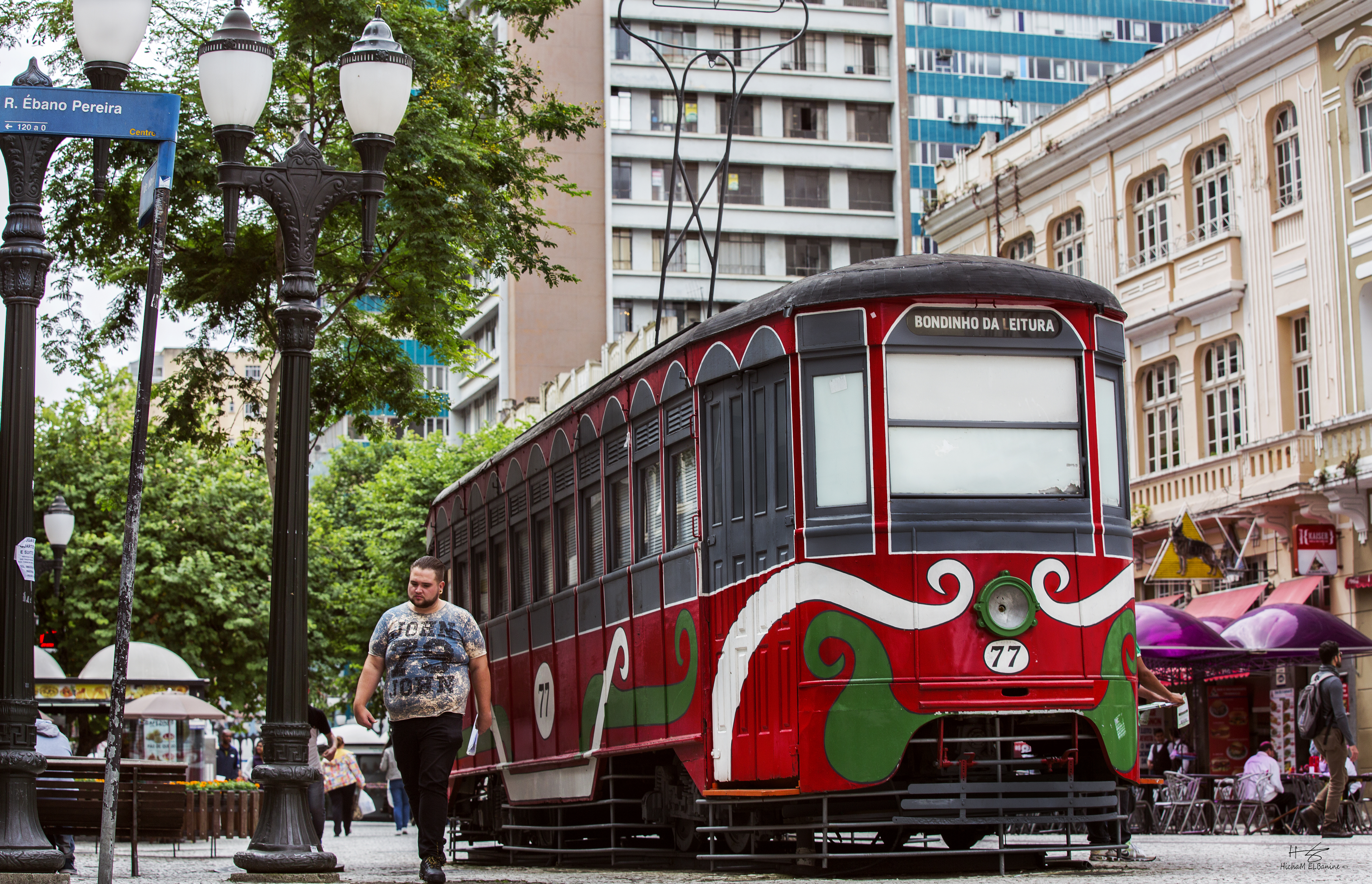
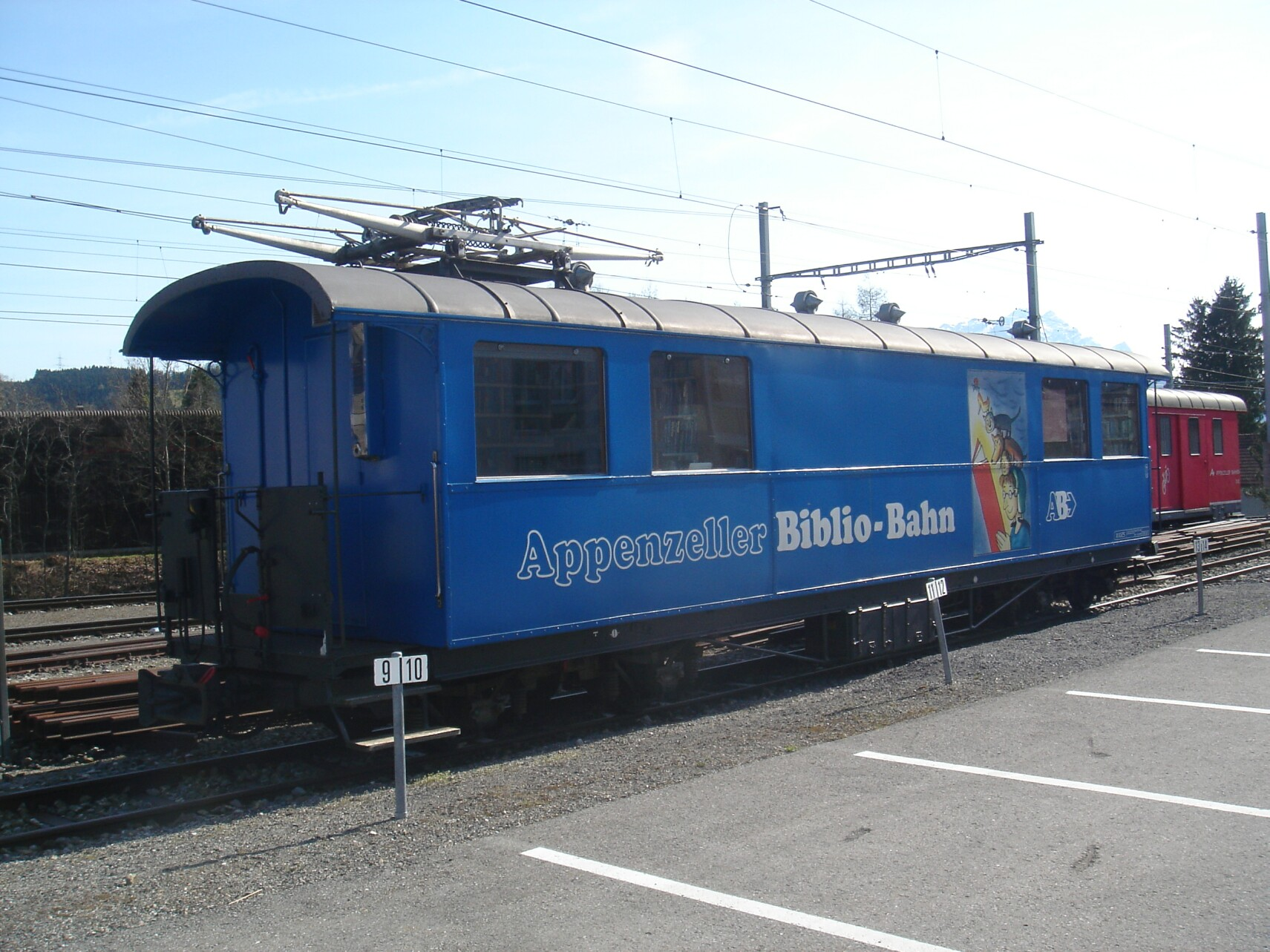

## مرجع
- غدير
- المنظمة العربية للتربية والثقافة والعلوم، الحولية العربية للثقافة: دراسة تحليلية عن التطور الثقافي في الوطن العربي 2003-2004، تونس 2006.
- المكتبات وخدماتها/ عبد الله الصوفي ص 56 - 58.
- نبذة عن تاريخ المكتبات المتنقلة